# Syrphus daiyagawanus
Syrphus daiyagawanus är en tvåvingeart som beskrevs av Matsumura 1917. Syrphus daiyagawanus ingår i släktet solblomflugor, och familjen blomflugor. Inga underarter finns listade i Catalogue of Life.